# 27003 Katoizumi
27003 Katoizumi (1998 DB13) là một tiểu hành tinh vành đai chính được phát hiện ngày 21 tháng 2 năm 1998 bởi A. Nakamura ở Kuma Kogen. Nó được đặt theo tên the Japanese singer Izumi Kato.